# マシンガン継投
マシンガン継投（マシンガンけいとう）とは、野球の試合においてリリーフを小刻みに登板させる継投策などを揶揄した言葉。

## 概要
元々、1998年横浜ベイスターズの打線を表す言葉であった、「マシンガン打線」が由来だと言われている。マシンガン継投は、元来インターネットの掲示板やSNSで使用されていた言葉だが、2021年現在ではスポーツ紙やインターネット記事でも使用されるようになっている。
例として、横浜ベイスターズの大矢明彦、福岡ソフトバンクホークスの工藤公康、横浜DeNAベイスターズのアレックス・ラミレス、読売ジャイアンツの原辰徳、中日ドラゴンズの立浪和義などのリリーフ起用がある。
一般に、1イニングに3人のリリーフを登板させた場合や、先発投手を除いた登板人数が一定数以上になった場合に用いられる表現である。この起用法を複数試合に渡って継続した場合､ブルペンでの投球も含めてリリーフ投手の投球数が過多になりやすく、リリーフ投手に負担がかかりやすい。怪我の原因や選手生命を縮めるリスクがあり、実際に酷使されていた投手たちがその後怪我や成績低下に悩まされている。
一般的な采配としては、先発が長いイニングを投げる、長いイニングを投げられる中継ぎ（ロングリリーフ）を用意することによって、複数試合に渡るマシンガン継投を防ぐ。